# Goltzius and the Pelican Company
Goltzius and the Pelican Company è un film del 2012 scritto e diretto da Peter Greenaway.
É la seconda opera appartenente alla trilogia pittorica del regista (preceduto da Nightwatching e succeduto da Bosch, in fase di produzione).

## Trama
L'olandese Hendrik Goltzius, uno dei primi incisori di stampe erotiche del tardo Cinquecento, è alla ricerca di un finanziatore per riuscire a finalizzare il suo progetto: un libro d'illustrazioni di alcune tra le più controverse storie del Vecchio Testamento. Il margravio di Alsazia è disposto a donare la cifra richiesta, ma solo se Goltzius e la sua compagnia, The Pelican Company, lo convinceranno mettendo in scena dal vivo gli episodi biblici legati ai vizi capitali. La rappresentazione, quanto mai realistica, dei racconti legati ai tabù del voyeurismo (Adamo ed Eva), dell'incesto (Lot e le sue figlie), dell'adulterio (Davide e Betsabea), della pedofilia (Giuseppe e la moglie di Putifarre), della prostituzione (Sansone e Dalila) e necrofilia (Salomè e Giovanni Battista), innescherà dinamiche inattese nella corte alsaziana e all'interno dello stesso gruppo.

## Produzione
Soggetto e sceneggiatura
Il regista Greenaway, riguardo alla trama del film, ha dichiarato: «Dalla pittura veneziana del XVI secolo, fino all'avvento di Internet negli anni '80, tutto è sempre stato pregno di erotismo e pornografia. Ed anche al giorno d'oggi il mondo cibernetico/virtuale che crea una seconda vita ne è pieno. Ogni nuova tecnologia crea nuovi punti di vista e di conseguenza grande eccitazione in merito alla rappresentazione della sessualità».
Riprese
Per la realizzazione del film, il regista ha avuto a disposizione un budget di circa 2.5 milioni di dollari.

## Distribuzione
Il film è stato presentato in anteprima il 30 settembre 2012 al Film Festival dei Paesi Bassi.
I distributori italiani del film, Lo Scrittoio e Maremosso, hanno deciso di sperimentare un modello di distribuzione non convenzionale. Dal 30 settembre 2014, la pellicola è stata in cartellone in alcuni teatri italiani: il CRT di Milano, il Teatro Bellini di Napoli e, come ultima tappa di questa tournée, il Teatro Argentina di Roma. Solo successivamente, il lungometraggio è arrivato anche nei cinema italiani, all'interno dei circuiti cinematografici d'essai. Il film è stato proposto al pubblico in lingua originale con i sottotitoli in italiano.